# Adriana Rodrigues
Adriana Alexia Rodrigues (anhörenⓘ; * 19. August 1986 in São Paulo) ist eine brasilianische Schauspielerin.

## Leben
Adriana Rodrigues wuchs gemeinsam mit mehreren Geschwistern in São Paulo auf. 
Sie wirkte bereits ab ihrem zwölften Lebensjahr in einer Fernsehserie als Kinderdarstellerin mit. Nach ihrem Schulabschluss absolvierte sie eine professionelle Schauspielausbildung. Sie wirkte seit 2007 in mehreren Film-und-Fernsehproduktionen mit, darunter auch in Kurzfilmen und in Werbespots. Daneben wirkte sie bis zum Jahr 2010 auch in einigen Pornofilmen mit.
Die 1,73 m große Rodrigues war auch einige Zeit lang als Model tätig und in mehreren Männermagazinen sowie auch als Pin-up-Girl abgebildet.

## Filmografie (Auswahl)
- 1998: Brida (Fernsehserie)
- 2007: Tranny Cum Swappers
- 2009: Tranny Surprise (Fernsehserie, 1 Folge)
- 2010–2015: Shemales from Hell (Fernsehserie, 17 Folgen)
- 2011: A Grande Família (Fernsehserie, 1. Folge)
- 2011: Tranny Cum Swappers 5
- 2017–2019: Pais e Filhos (City of Men, Fernsehserie, 4 Folgen)